# Концерт (Стен)
«Концерт» — побутова картина художника з Голландії 17 століття Яна Стена (1626 — 1679). Картину зберігає Художній інститут Чикаго.

## Жартівливий Стен
Художник народився в Лейдені, але довго працював в місті Гаага, де бував королівський двір, де мешкали аристократи, де палаци межували з садами. Увесь цей офіційний світ з пихою і баталіями честолюбства не зачіпав свідомості художника і майже не відбився у його картинах. Простенький, зім'ятий одяг, стоптані черевики, п'ять сортів пива та друзі напідпитку цікавили його більше. Саме вони часто ставали персонажами його картин. Стен часто перебував в доброму гуморі, а пиво та жарти друзів лише додавали смаку і сміху веселому характеру художника. Можливо, лише в своєму автопортреті з червоною завісою він вперше і зобразив себе в урочистій позі і без реготу, бо це забороняла традиція офіційного портрета.

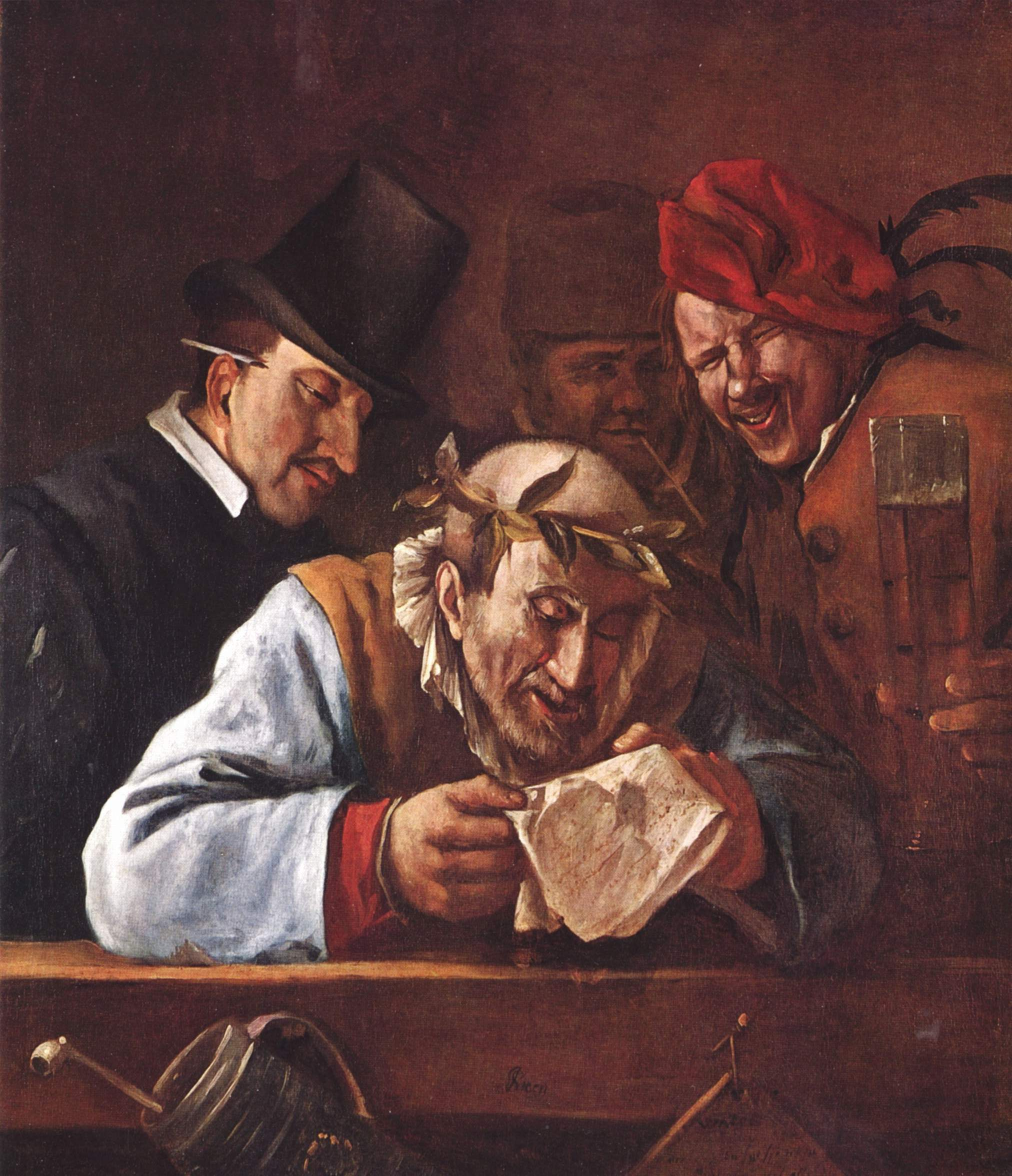
Худ. Ян Стен. Писака читає свій твір друзям

## Концерт
Добрим гумором віє і від картини Стена «Концерт». Невеличка вечірка в самому розпалі. Забуто про шляхетність і стриманість. Зім'ята лляна скатертина вже не прикриває коштовну килимову на столі. Кавалер ліворуч зручно поклав ногу з черевиком на лаву, де сидить сам. А поряд з черевиком висока чарка з вином. Два кухля з вином спорожніли і кинуті під лаву. Голландці не знімали капелюхів в приміщеннях, і Стен пише це точно з дійсності, як фотограф. Діалог не переривається, не зважаючи на хміль в головах і скреготання по струнах контрабасу. Ці хаотичні звуки додав у концерт пустун-хлопчисько, що грає порцеляновою люлькою на коштовному музичному інструменті. Але Mens sana in corpore sano, і художник це добре знає.